# Lijst van voetbalinterlands El Salvador - Guatemala
Deze lijst van voetbalinterlands is een overzicht van alle officiële voetbalwedstrijden tussen de nationale teams van El Salvador en Guatemala. De landen speelden tot op heden 78 keer tegen elkaar. De eerste ontmoeting, een vriendschappelijke wedstrijd, werd gespeeld op 3 april 1935 in San Salvador. Het laatste duel, eveneens een vriendschappelijke wedstrijd, vond plaats in Chattanooga (Verenigde Staten) op 31 mei 2025.

## Wedstrijden
| №  | Plaats          | Datum             | Competitie                      | Wedstrijd               | Uitslag |
| -- | --------------- | ----------------- | ------------------------------- | ----------------------- | ------- |
| 1  | San Salvador    | 3 april 1935      | Vriendschappelijk               | El Salvador − Guatemala | 6 − 1   |
| 2  | San Salvador    | 5 december 1943   | CCCF-kampioenschap 1943         | El Salvador − Guatemala | 2 − 2   |
| 3  | San Salvador    | 12 december 1943  | CCCF-kampioenschap 1943         | Guatemala − El Salvador | 1 − 2   |
| 4  | San José        | 23 februari 1946  | CCCF-kampioenschap 1946         | Guatemala − El Salvador | 3 − 1   |
| 5  | Guatemala-Stad  | 2 maart 1948      | CCCF-kampioenschap 1948         | Guatemala − El Salvador | 3 − 0   |
| 6  | Guatemala-Stad  | 13 maart 1948     | CCCF-kampioenschap 1948         | Guatemala − El Salvador | 1 − 1   |
| 7  | Guatemala-Stad  | 13 maart 1950     | Vriendschappelijk               | Guatemala − El Salvador | 2 − 0   |
| 8  | San José        | 13 maart 1953     | CCCF-kampioenschap 1953         | Guatemala − El Salvador | 3 − 2   |
| 9  | Tegucigalpa     | 15 augustus 1955  | CCCF-kampioenschap 1955         | Guatemala − El Salvador | 2 − 3   |
| 10 | San Salvador    | 29 maart 1963     | CONCACAF-kampioenschap 1963     | El Salvador − Guatemala | 1 − 1   |
| 11 | Guatemala-Stad  | 3 april 1965      | CONCACAF-kampioenschap 1965     | Guatemala − El Salvador | 4 − 1   |
| 12 | San Salvador    | 22 oktober 1967   | Vriendschappelijk               | El Salvador − Guatemala | 0 − 1   |
| 13 | San Salvador    | 5 november 1967   | Vriendschappelijk               | El Salvador − Guatemala | 1 − 3   |
| 14 | San Salvador    | 7 mei 1968        | Vriendschappelijk               | El Salvador − Guatemala | 3 − 0   |
| 15 | San Salvador    | 15 augustus 1968  | Vriendschappelijk               | El Salvador − Guatemala | 1 − 0   |
| 16 | Guatemala-Stad  | 3 december 1972   | WK 1974 kwalificatie            | Guatemala − El Salvador | 1 − 0   |
| 17 | San Salvador    | 10 december 1972  | WK 1974 kwalificatie            | El Salvador − Guatemala | 0 − 1   |
| 18 | San Salvador    | 25 november 1973  | Vriendschappelijk               | El Salvador − Guatemala | 1 − 1   |
| 19 | Guatemala-Stad  | 7 juli 1976       | Vriendschappelijk               | Guatemala − El Salvador | 1 − 0   |
| 20 | Guatemala-Stad  | 8 december 1976   | WK 1978 kwalificatie            | Guatemala − El Salvador | 3 − 1   |
| 21 | San Salvador    | 19 december 1976  | WK 1978 kwalificatie            | El Salvador − Guatemala | 2 − 0   |
| 22 | Mexico-Stad     | 23 oktober 1977   | WK 1978 kwalificatie            | Guatemala − El Salvador | 2 − 2   |
| 23 | Guatemala-Stad  | 17 augustus 1980  | Vriendschappelijk               | Guatemala − El Salvador | 1 − 1   |
| 24 | San Salvador    | 30 september 1980 | Vriendschappelijk               | El Salvador − Guatemala | 3 − 2   |
| 25 | Guatemala-Stad  | 9 november 1980   | WK 1982 kwalificatie            | Guatemala − El Salvador | 0 − 0   |
| 26 | San Salvador    | 21 december 1980  | WK 1982 kwalificatie            | El Salvador − Guatemala | 1 − 0   |
| 27 | Los Angeles     | 4 december 1984   | Vriendschappelijk               | El Salvador − Guatemala | 2 − 1   |
| 28 | Guatemala-Stad  | 23 december 1984  | Vriendschappelijk               | Guatemala − El Salvador | 2 − 0   |
| 29 | Guatemala-Stad  | 22 maart 1987     | Vriendschappelijk               | Guatemala − El Salvador | 2 − 0   |
| 30 | Los Angeles     | 7 oktober 1987    | Vriendschappelijk               | El Salvador − Guatemala | 1 − 0   |
| 31 | San Salvador    | 10 april 1988     | Vriendschappelijk               | El Salvador − Guatemala | 0 − 0   |
| 32 | Los Angeles     | 21 april 1988     | Vriendschappelijk               | El Salvador − Guatemala | 1 − 0   |
| 33 | Los Angeles     | 5 augustus 1988   | Vriendschappelijk               | El Salvador − Guatemala | 1 − 2   |
| 34 | Los Angeles     | 9 november 1988   | Vriendschappelijk               | El Salvador − Guatemala | 0 − 0   |
| 35 | Guatemala-Stad  | 3 maart 1989      | Vriendschappelijk               | Guatemala − El Salvador | 3 − 0   |
| 36 | San José        | 26 mei 1991       | UNCAF Nations Cup 1991          | El Salvador − Guatemala | 0 − 0   |
| 37 | San Salvador    | 7 december 1995   | UNCAF Nations Cup 1995          | El Salvador − Guatemala | 0 − 1   |
| 38 | Los Angeles     | 25 september 1996 | Vriendschappelijk               | Guatemala − El Salvador | 1 − 2   |
| 39 | San Salvador    | 13 maart 1997     | Vriendschappelijk               | El Salvador − Guatemala | 0 − 0   |
| 40 | Guatemala-Stad  | 23 april 1997     | UNCAF Nations Cup 1997          | Guatemala − El Salvador | 1 − 0   |
| 41 | Los Angeles     | 24 september 1997 | Vriendschappelijk               | Guatemala − El Salvador | 1 − 0   |
| 42 | Los Angeles     | 1 februari 1998   | CONCACAF Gold Cup 1998          | El Salvador − Guatemala | 0 − 0   |
| 43 | San José        | 19 maart 1999     | UNCAF Nations Cup 1999          | El Salvador − Guatemala | 1 − 1   |
| 44 | San José        | 26 maart 1999     | UNCAF Nations Cup 1999          | Guatemala − El Salvador | 1 − 0   |
| 45 | Los Angeles     | 28 juli 1999      | Vriendschappelijk               | Guatemala − El Salvador | 2 − 0   |
| 46 | Guatemala-Stad  | 2 april 2000      | WK 2002 kwalificatie            | Guatemala − El Salvador | 0 − 1   |
| 47 | San Salvador    | 7 mei 2000        | WK 2002 kwalificatie            | El Salvador − Guatemala | 1 − 1   |
| 48 | Los Angeles     | 7 juli 2000       | Vriendschappelijk               | El Salvador − Guatemala | 0 − 1   |
| 49 | Guatemala-Stad  | 6 maart 2001      | Vriendschappelijk               | Guatemala −El Salvador  | 1 − 1   |
| 50 | San Pedro Sula  | 30 mei 2001       | UNCAF Nations Cup 2001          | Guatemala − El Salvador | 0 − 0   |
| 51 | Pasadena        | 23 januari 2002   | CONCACAF Gold Cup 2002          | Guatemala − El Salvador | 0 − 1   |
| 52 | Santa Ana       | 17 januari 2003   | Vriendschappelijk               | Guatemala − El Salvador | 0 − 0   |
| 53 | Los Angeles     | 19 januari 2003   | Vriendschappelijk               | Guatemala − El Salvador | 0 − 0   |
| 54 | Panama-Stad     | 20 februari 2003  | UNCAF Nations Cup 2003          | El Salvador − Guatemala | 0 − 2   |
| 55 | Houston         | 8 juli 2003       | Vriendschappelijk               | Guatemala − El Salvador | 2 − 1   |
| 56 | San Salvador    | 31 maart 2004     | Vriendschappelijk               | El Salvador − Guatemala | 0 − 3   |
| 57 | Los Angeles     | 18 juli 2004      | Vriendschappelijk               | El Salvador − Guatemala | 0 − 1   |
| 58 | Washington D.C. | 6 augustus 2004   | Vriendschappelijk               | El Salvador − Guatemala | 0 − 2   |
| 59 | San Salvador    | 12 februari 2007  | UNCAF Nations Cup 2007          | El Salvador − Guatemala | 0 − 0   |
| 60 | San Salvador    | 18 februari 2007  | UNCAF Nations Cup 2007          | El Salvador − Guatemala | 0 − 1   |
| 61 | Carson          | 9 juni 2007       | CONCACAF Gold Cup 2007          | Guatemala − El Salvador | 1 − 0   |
| 62 | Washington D.C. | 30 mei 2008       | Vriendschappelijk               | El Salvador − Guatemala | 0 − 0   |
| 63 | Los Angeles     | 20 juli 2008      | Vriendschappelijk               | El Salvador − Guatemala | 0 − 0   |
| 64 | Los Angeles     | 3 maart 2010      | Vriendschappelijk               | El Salvador − Guatemala | 1 − 2   |
| 65 | Washington D.C. | 7 september 2010  | Vriendschappelijk               | El Salvador − Guatemala | 0 − 2   |
| 66 | Carson          | 11 augustus 2012  | Vriendschappelijk               | El Salvador − Guatemala | 1 − 0   |
| 67 | Washington D.C. | 3 september 2014  | Copa Centroamericana 2014       | El Salvador − Guatemala | 1 − 2   |
| 68 | Carson          | 31 mei 2015       | Vriendschappelijk               | El Salvador − Guatemala | 0 − 0   |
| 69 | Carson          | 13 oktober 2015   | Vriendschappelijk               | Guatemala − El Salvador | 1 − 1   |
| 70 | Guatemala-Stad  | 2 maart 2016      | Vriendschappelijk               | Guatemala − El Salvador | 1 − 0   |
| 71 | Los Angeles     | 6 maart 2019      | Vriendschappelijk               | El Salvador − Guatemala | 3 − 1   |
| 72 | Los Angeles     | 26 juni 2021      | Vriendschappelijk               | El Salvador − Guatemala | 0 − 0   |
| 73 | Frisco          | 11 juli 2021      | CONCACAF Gold Cup 2021          | El Salvador − Guatemala | 2 − 0   |
| 74 | Washington D.C. | 24 september 2021 | Vriendschappelijk               | El Salvador − Guatemala | 0 − 2   |
| 75 | San José        | 24 april 2022     | Vriendschappelijk               | El Salvador − Guatemala | 0 − 4   |
| 76 | Guatemala-Stad  | 7 september 2023  | CONCACAF Nations League 2023/24 | Guatemala − El Salvador | 2 − 0   |
| 77 | Carson          | 27 juli 2024      | Vriendschappelijk               | Guatemala − El Salvador | 0 − 1   |
| 78 | Chattanooga     | 31 mei 2025       | Vriendschappelijk               | El Salvador − Guatemala | 1 − 1   |
| 79 | Guatemala-Stad  | 4 september 2025  | WK 2026 kwalificatie            | Guatemala − El Salvador |         |
| 80 | San Salvador    | 14 oktober 2025   | WK 2026 kwalificatie            | El Salvador − Guatemala |         |

## Samenvatting
| Competitie              | Totaal gespeeld | Winst El Salvador | Gelijk | Winst Guatemala | Doelsaldo El Salvador – Guatemala |
| ----------------------- | --------------- | ----------------- | ------ | --------------- | --------------------------------- |
| WK-kwalificatie         | 9               | 3                 | 3      | 3               | 8 − 8                             |
| CONCACAF Gold Cup       | 13              | 4                 | 4      | 5               | 16 − 21                           |
| CONCACAF Nations League | 1               | 0                 | 0      | 1               | 0 − 2                             |
| Copa Centroamericana    | 10              | 0                 | 4      | 6               | 2 − 9                             |
| Vriendschappelijk       | 45              | 11                | 14     | 20              | 33 − 50                           |
| Totaal                  | 78              | 18                | 25     | 35              | 59 − 90                           |

Wedstrijden bepaald door strafschoppen worden, in lijn met de FIFA, als een gelijkspel gerekend.
FSF · A-internationals · Selecties · Bondscoaches · Statistieken · Salvadoraans vrouwenelftal ·  
Olympisch elftal · El Salvador U21 · El Salvador U19 · El Salvador U17
1920 – 1929 · 
1930 – 1939 · 
1940 – 1949 · 
1950 – 1959 · 
1960 – 1969 · 
1970 – 1979 · 
1980 – 1989 · 
1990 – 1999 · 
2000 – 2009 · 
2010 – 2019 ·
2020 − 2029
Gold Cup 1991 · 
Gold Cup 1993 · 
Gold Cup 1996 · 
Gold Cup 1998 · 
Gold Cup 2000 · 
Gold Cup 2002 · 
Gold Cup 2003 · 
Gold Cup 2005 · 
Gold Cup 2007 · 
Gold Cup 2009 · 
Gold Cup 2011 · 
Gold Cup 2013
WK 1970 · 
WK 1982
OS 1968
1921 · 
1922–1927 · 
1928 · 
1929 · 
1930 · 
1931–1934 · 
1935 · 
1936–1937 · 
1938 · 
1939–1940 · 
1941 · 
1942 · 
1943 · 
1944–1945 · 
1946 · 
1947 · 
1948 · 
1949 · 
1950 · 
1951–1952 · 
1953 · 
1954 · 
1955 · 
1955–1960 · 
1961 · 
1962 · 
1963 · 
1964 · 
1965 · 
1966 · 
1967 · 
1968 · 
1969 · 
1970 · 
1971 · 
1972 · 
1973 · 
1974 · 
1975 · 
1976 · 
1977 · 
1978 · 
1979 · 
1980 · 
1981 · 
1982 · 
1983 · 
1984 · 
1985 · 
1986 · 
1987 · 
1988 · 
1989 · 
1990 · 
1991 · 
1992 · 
1993 · 
1994 · 
1995 · 
1996 · 
1997 · 
1998 · 
1999 · 
2000 · 
2000 · 
2001 · 
2002 · 
2003 · 
2004 · 
2005 · 
2006 · 
2007 · 
2008 · 
2009 · 
2010 · 
2011 · 
2012 · 
2013 ·
2014 ·
2015 ·
2016 ·
2017 ·
2018 ·
2019 ·
2020 ·
2021 ·
2022 ·
2023
Amerikaanse Maagdeneilanden ·
Anguilla ·
Antigua en Barbuda ·
Argentinië ·
Armenië ·
Aruba ·
Barbados ·
België ·
Belize ·
Bermuda ·
Bolivia ·
Brazilië ·
Canada ·
Chili ·
China ·
Colombia ·
Costa Rica ·
Cuba ·
Curaçao ·
Dominicaanse Republiek ·
Ecuador ·
Estland ·
GOS ·
Grenada ·
Griekenland ·
Guatemala ·
Guyana ·
Haïti ·
Honduras ·
Hongarije ·
IJsland ·
Ivoorkust ·
Jamaica ·
Japan ·
Joegoslavië ·
Kaaimaneilanden ·
Mexico ·
Moldavië · 
Montserrat ·
Nederlandse Antillen ·
Nicaragua ·
Nieuw-Zeeland ·
Panama ·
Paraguay ·
Peru ·
Puerto Rico ·
Qatar ·
Rusland ·
Saint Kitts en Nevis ·
Saint Lucia ·
Saint Vincent en de Grenadines ·
Sovjet-Unie ·
Spanje ·
Suriname ·
Trinidad en Tobago ·
Venezuela ·
Verenigde Staten ·
Zuid-Korea
FNFG · A-internationals · Selecties · Guatemalteeks vrouwenelftal
1920 – 1949 ·
1950 – 1969 ·
1970 – 1979 ·
1980 – 1989 ·
1990 – 1999 ·
2000 – 2009 ·
2010 – 2019 ·
2020 − 2029
1921 · 
1922 · 
1923 · 
1923–1929 · 
1930 · 
1931–1934 · 
1935 · 
1935–1942 · 
1943 · 
1944 · 1945 · 
1946 · 
1947 · 
1948 · 
1949 · 
1950 · 
1941 · 1942 · 
1953 · 
1954 · 
1955 · 
1956 · 
1957 · 
1958 · 1959 · 
1960 · 
1961 · 1962 · 
1963 · 
1964 · 
1965 · 
1966 · 
1967 · 
1968 · 
1969 · 
1970 · 
1971 · 
1972 · 
1973 · 
1974 · 
1975 · 
1976 · 
1977 · 
1978 · 1979 · 
1980 · 
1981 · 1982 · 
1983 · 
1984 · 
1985 · 
1986 · 
1987 · 
1988 · 
1989 · 
1990 · 
1991 · 
1992 · 
1993 · 1994 · 
1995 · 
1996 · 
1997 · 
1998 · 
1999 · 
2000 · 
2001 · 
2002 · 
2003 · 
2004 · 
2005 · 
2006 · 
2007 · 
2008 · 
2009 · 
2010 · 
2011 · 
2012 · 
2013 · 
2014 ·
2015 ·
2016 ·
2017 ·
2018 ·
2019 ·
2020 ·
2021 ·
2022 ·
2023 ·
2024
Anguilla ·
Antigua en Barbuda ·
Argentinië ·
Armenië ·
Barbados ·
Belize ·
Bermuda ·
Bolivia ·
Brazilië ·
Britse Maagdeneilanden ·
Canada ·
Chili ·
Colombia ·
Costa Rica ·
Cuba ·
Curaçao ·
Dominica ·
Dominicaanse Republiek ·
Ecuador ·
El Salvador ·
Grenada ·
Guyana ·
Haïti ·
Honduras ·
IJsland ·
Iran ·
Israël ·
Jamaica ·
Japan ·
Mexico ·
Nederlandse Antillen ·
Nicaragua ·
Noorwegen ·
Panama ·
Paraguay ·
Peru ·
Polen ·
Puerto Rico ·
Qatar ·
Saint Lucia ·
Saint Vincent en de Grenadines ·
Slowakije ·
Sovjet-Unie ·
Suriname ·
Trinidad en Tobago ·
Uruguay ·
Venezuela ·
Verenigde Staten ·
Zuid-Afrika ·
Zuid-Korea